# كارول أندريه
كارول أندريه (بالفرنسية: Carole André)‏ هي ممثلة فرنسية، ولدت في 11 مارس 1953 بباريس في فرنسا.

## أعمال

### أفلام
- (1971) الموت في البندقية

## وصلات خارجية
- كارول أندريه على موقع IMDb (الإنجليزية)
- كارول أندريه على موقع ألو سيني (الفرنسية)
- كارول أندريه على موقع أول موفي (الإنجليزية)
- كارول أندريه على موقع قاعدة بيانات الأفلام السويدية (السويدية)
- كارول أندريه على موقع قاعدة بيانات الفيلم (الإنجليزية)
- كارول أندريه على موقع كينوبويسك (الروسية)